# 小維利尚卡 (利維夫州)
49°52′45″N 24°38′54″E / 49.87917°N 24.64833°E
小維利尚卡（羅馬化：Mala Vilshanka）是烏克蘭西部的村莊，隸屬利維夫州的佐洛奇夫區。該村始建於1800年，面積1.497平方公里，海拔高度223米，2016年人口406。